# Ronde van Spanje 2019/Vierde etappe
De vierde etappe van de Ronde van Spanje 2019 werd verreden op 27 augustus tussen Cullera en El Puig. Op ruim veertig kilometer van de streep was de laatste hindernis, de “Puerto del Oronet” -een berg van de 3e categorie-, in deze als vlak aangemerkte etappe. De sprinters kregen hun tweede kans op een etappezege. De Nederlander Fabio Jakobsen zegevierde in zijn kampioenstrui door Sam Bennett op de meet te kloppen. Na de etappe werden Max Walscheid en Juan Molano (respectievelijk derde en tiende) door de jury teruggezet wegens onreglementair sprinten.
| Cullera – El Puig (175,7 km) |                      |                        |          |
| Plaats                       | Naam                 | Ploeg                  | Tijd     |
| 1                            | Fabio Jakobsen       | Deceuninck–Quick-Step  | 4u04'16" |
| 2                            | Sam Bennett          | BORA-hansgrohe         | z.t.     |
| 3                            | Fernando Gaviria     | UAE Team Emirates      | z.t.     |
| 4                            | Luka Mezgec          | Mitchelton-Scott       | z.t.     |
| 5                            | Marc Sarreau         | Groupama-FDJ           | z.t.     |
| 6                            | Szymon Sajnok        | CCC Team               | z.t.     |
| 7                            | Edvald Boasson Hagen | Team Dimension Data    | z.t.     |
| 8                            | Jon Aberasturi       | Caja Rural-Seguros RGA | z.t.     |
| 9                            | Clément Venturini    | AG2R La Mondiale       | z.t.     |
| 10                           | Maximiliano Richeze  | Deceuninck–Quick-Step  | z.t.     |
|                              |                      |                        |          |
| 14                           | Edward Theuns        | Trek-Segafredo         | z.t.     |

| Algemeen klassement |                    |                       |           |
| Plaats              | Naam               | Ploeg                 | Tijd      |
| Rode trui           | Nicolas Roche      | Team Sunweb           | 13u55'30" |
| 2                   | Nairo Quintana     | Movistar Team         | + 2"      |
| 3                   | Rigoberto Urán     | EF Education First    | + 8"      |
| 4                   | Mikel Nieve        | Mitchelton-Scott      | + 22"     |
| 5                   | Miguel Ángel López | Astana Pro Team       | + 33"     |
| 6                   | Primož Roglič      | Team Jumbo-Visma      | + 35"     |
| 7                   | Sergio Higuita     | EF Education First    | + 37"     |
| 8                   | Wilco Kelderman    | Team Sunweb           | + 38"     |
| 9                   | Davide Formolo     | BORA-hansgrohe        | + 46"     |
| 10                  | Rafał Majka        | BORA-hansgrohe        | z.t.      |
|                     |                    |                       |           |
| 24                  | Philippe Gilbert   | Deceuninck–Quick-Step | + 1'41"   |

1e etappe ·
2e etappe ·
3e etappe ·
4e etappe ·
5e etappe ·
6e etappe ·
7e etappe ·
8e etappe ·
9e etappe ·
10e etappe ·
11e etappe ·
12e etappe ·
13e etappe ·
14e etappe ·
15e etappe ·
16e etappe ·
17e etappe ·
18e etappe ·
19e etappe ·
20e etappe ·
21e etappe
Startlijst · Eindstanden · Afbeeldingen